# Giraldilla 2016
Das Giraldilla 2016 als offene internationale Meisterschaft von Kuba im Badminton fand vom 24. bis zum 27. März 2016 in Havanna statt.

## Sieger und Platzierte
| Disziplin    | Gold                                 | Silber                                               | Bronze                                                   |
| ------------ | ------------------------------------ | ---------------------------------------------------- | -------------------------------------------------------- |
| Herreneinzel | Osleni Guerrero                      | Luka Wraber                                          | Hsu Jui-ting                                             |
| Herreneinzel | Osleni Guerrero                      | Luka Wraber                                          | Howard Shu                                               |
| Dameneinzel  | Elisabeth Baldauf                    | Daniela Macías                                       | Haramara Gaitan                                          |
| Dameneinzel  | Elisabeth Baldauf                    | Daniela Macías                                       | Akvilė Stapušaitytė                                      |
| Herrendoppel | Leodannis Martínez Ernesto Reyes     | Angel Herrera Rodríguez Lazaro Yovani Madera Padrino | Leyder Jesus Laurencio Batista Wandy Luis Roman Gonzalez |
| Damendoppel  | Daniela Macías Luz María Zornoza     | Yuvisleydis Ramirez Chapman Adaivis Robinson Garcia  | Melissa Azcuy Perez Tahimara Oropeza                     |
| Mixed        | David Obernosterer Elisabeth Baldauf | Bjorn Seguin Mariana Ugalde                          | Ernesto Reyes Melissa Azcuy Perez                        |
| Mixed        | David Obernosterer Elisabeth Baldauf | Bjorn Seguin Mariana Ugalde                          | Bryan Veliz Arbolay Adriana Artiz Ataury                 |